# Montagu (Zuid-Afrika)
Montagu is een stad met 15.000 inwoners, in de Zuid-Afrikaanse provincie West-Kaap. Montagu behoort tot de gemeente Langeberg, dat onderdeel is van het district Kaapse Wynland.

## Subplaatsen
Het nationaal instituut voor de statistiek, Stats SA, deelt sinds de census 2011 deze hoofdplaats in in 4 zogenaamde subplaatsen (sub place), waarvan de grootste zijn:
Ashbury • Montagu SP.